# Isola Anchorage
L’Isola Anchorage è un'isola che si trova a 1,3 km a sud-est dell’Isola della Laguna nelle isole Léonie, al largo della costa sud-orientale dell'isola Adelaide. Scoperto dalla spedizione antartica francese (FrAE), 1908-10. Chiamato dalla Spedizione britannica nella Terra di Graham (BGLE) sotto Rymill, che visitò l'isola nel febbraio 1936.